# ریکلمه (بازیکن فوتبال، زاده ژانویه ۲۰۰۶)
ریکلمه (انگلیسی: Riquelme؛ زادهٔ ۷ ژانویهٔ ۲۰۰۶) بازیکن فوتبال است که در حال حاضر برای لیفرینگ در پست هافبک بازی می‌کند.
وی همچنین در تیم‌های ملی فوتبال زیر ۱۵ سال، زیر ۱۷ سال و زیر ۱۸ سال برزیل بازی کرده است.

## دوران باشگاهی
ریکلمه در سالوادور، باهیا به دنیا آمد و به تیم‌های جوانان ویتوریا برای تیم زیر ۱۱ سال پیوست. او مدت کوتاهی به صورت قرضی در آتلتیکو پارانائنزه بازی کرد قبل از اینکه در مارس ۲۰۲۳ به رد بول براگانتینو منتقل شود، با مبلغی شایعه شده حدود ۱٫۵ میلیون رئال برزیل.
پس از بازی در تیم ذخیره‌های رد بول براگانتینو دوم، ریکلمه اولین بازی خود را برای تیم اصلی و در سری آ در ۲۵ اوت ۲۰۲۴ انجام داد، او به عنوان بازیکن جانشین دیرهنگام به جای هم‌تیمی هم‌جوان خود گوستاوینیو وارد زمین شد در بازی خارج از خانه با نتیجه ۲–۱ به فلومیننزه باخت.